# Protandrena sphaeralceae
Protandrena sphaeralceae är en biart som beskrevs av Timberlake 1976. Protandrena sphaeralceae ingår i släktet Protandrena och familjen grävbin. Inga underarter finns listade i Catalogue of Life.